# Gefährliche Prüfung
Gefährliche Prüfung (Originaltitel: Bem) ist die zweite Episode der zweiten Staffel der Science-Fiction-Zeichentrickserie Die Enterprise. Sie wurde in englischer Sprache erstmals am 14. September 1974 bei NBC ausgestrahlt. In Deutschland war sie zum ersten Mal unter dem Titel Echsenjagd am 16. November 1976 in einer stark geschnittenen und inhaltlich veränderten synchronisierten Fassung im ZDF zu sehen. Eine ungekürzte, originalgetreue Synchronfassung erschien erstmals 1994 auf VHS. Die erste Fernsehausstrahlung dieser Fassung erfolgte am 4. Oktober 2016 auf Tele 5.

## Handlung
Im Jahr 2270 bei Sternzeit 7403.6 soll die Enterprise den erst kürzlich entdeckten Planeten Delta Theta III erkunden. Ein Außentrupp bestehend aus Captain Kirk, dem ersten Offizier Spock, Steuermann Sulu und Chefingenieur Scott soll auf die Oberfläche beamen. Der Pandronier Ari bn Bem, zu dessen Volk die Föderation erst kürzlich Kontakt aufgenommen hat, will sie begleiten. Da er nur als Beobachter an Bord ist, lehnt Kirk diese Bitte zunächst ab, da sich die möglichen Gefahren auf dem Planeten nur schwer abschätzen lassen. Bem besteht jedoch darauf, sie zu begleiten und so gibt Kirk schließlich nach. Bem bedient außerdem den Transporter der Enterprise, was dazu führt, dass das Außenteam direkt an einer Klippe materialisiert. Kirk und Spock stürzen hinab und landen in einem Gewässer. Bem springt hinterher, um ihnen zu helfen. Dabei trennen sich unbemerkt sein Ober- und Unterleib voneinander und der Unterleib tauscht heimlich die Waffen und Kommunikatoren von Kirk und Spock gegen Attrappen aus.
Von der Enterprise wird gemeldet, dass in der Nähe eine Energiesignatur entdeckt wurde, die vielleicht von einer Lebensform stammen könnte. Als Bem ein Lebewesen bemerkt, rennt er plötzlich davon. Kirk und Spock folgen ihm, während Scott und Sulu zurückbleiben. Im dichten Wald verlieren Kirk und Spock Bems Spur. Sie stoßen aber kurz darauf auf ein primitives Dorf und entdecken, dass Bem von den echsenartigen Bewohnern gefangen genommen wurde. Als sie ihn befreien wollen, werden sie ebenfalls festgenommen. Als sie sich mit ihren Waffen befreien wollen, stellt Spock fest, dass es sich um Attrappen handelt. Bem erklärt, er findet den Einsatz von Technik erniedrigend und würde Gewaltanwendung ablehnen. Er wollte daher beobachten, wie Kirk ohne seine Geräte zurechtkommt. Er erklärt sich jedoch bereit, die echten Geräte zurückzugeben und offenbart dabei zugleich, dass er aus mehreren voneinander unabhängigen Teillebewesen besteht.
Als sie sich befreit haben, wollen sie die Enterprise anfunken, doch ein Kraftfeld, das das Dorf umgibt, stört den Empfang. Als die Einheimischen den Ausbruch bemerken, will Kirk auf sie feuern, doch eine unbekannte Kraft hindert ihn daran und eine weibliche Stimme fordert ihn auf, ihren „Kindern“ nichts zu tun. Kirk, Spock und Bem werden erneut gefangen genommen. Bem ist enttäuscht von Kirk und erklärt, dass er die Menschen für eine minderwertige Spezies hält. Indem er sich aufteilt, entkommt er durch die Gitter seines Käfigs und geht allein fort. Kirk und Spock versuchen erneut Kontakt mit der unbekannten Stimme aufzunehmen. Sie entschuldigen sich für ihre Einmischung und bieten an, den Planeten umgehend zu verlassen, sobald sie Bem gefunden haben.
Die Stimme ist einverstanden. Als Scott mit einem Sicherheitstrupp eintrifft und Kirk und Spock befreit, machen sich alle auf die Suche nach Bem. Der wurde erneut von Einheimischen gefangen genommen. Durch einige Phaserschüsse können sie aber schnell verängstigt in die Flucht geschlagen werden. Bem ist nun sehr beschämt und sieht ein, dass es erst durch sein eigenmächtiges Verhalten überhaupt zur Konfrontation mit den Einheimischen gekommen ist. Er ärgert sich so sehr über sich selbst, dass er sich für immer auflösen will. Die unbekannte Stimme redet ihm diesen Gedanken jedoch aus. Das gesamte Team beamt nun zurück auf die Enterprise und Kirk stellt Delta Theta III unter Quarantäne, damit sich die einheimische Zivilisation fortan ungestört entwickeln kann.

## Besonderheiten

### Verbindungen zu anderen Star-Trek-Produktionen
Das Volk der Pandronier hat in Gefährliche Prüfung seinen ersten Auftritt. Es wurde 2021 in Folge 2.08 (Ich, Excretus) der animierten Serie Star Trek: Lower Decks wieder aufgegriffen.
In dieser Folge wird erstmals Captain Kirks zweiter Vorname Tiberius genannt.

### Besonderheiten der deutschen Synchronfassung
Ari bn Bem wird in der deutschen VHS-Synchronfassung „Aria bn Bem“ ausgesprochen.

### Sonstiges
„Bem“, der Originaltitel der Folge und der Name der Gastfigur, ist eine Anspielung auf den Ausdruck „Bug-eyed monster“ (kurz: BEM, deutsch: „glubschäugiges Monster“), der stereotype Darstellungen außerirdischer Wesen in frühen Science-Fiction-Werken bezeichnet.

## Produktion

### Drehbuch
David Gerrold hatte bereits die Drehbücher für die Folgen Kennen Sie Tribbles? der Vorgängerserie Raumschiff Enterprise und Mehr Trouble mit Tribbles von Die Enterprise verfasst.
Gerrold wollte bereits für die dritte Staffel von Raumschiff Enterprise eine Geschichte schreiben, in der das Schiff einer nicht-humanoiden Lebensform begegnet, die aus mehreren Teillebewesen besteht. Er reichte im März und April 1968 beim Produktionsteam mehrere Entwürfe ein, die auf dieser Idee basierten. Star-Trek-Schöpfer Gene Roddenberry gefiel die Idee, er hielt aber umfangreiche Bearbeitungen für notwendig, um hieraus ein brauchbares Drehbuch zu entwickeln. Hierfür wollte Roddenberry Arthur Singer engagieren, doch Gerrolds Idee wurde letztlich nicht weiter verfolgt und erst in der Nachfolgeserie Die Enteprise ausgearbeitet.

### Sprecher und Figuren
Die drei Nebenfiguren Lieutenant Hikaru Sulu, Lieutenant M’Ress und Lieutenant Kyle treten in dieser Folge zwar auf, haben aber keinen Text.

## Adaptionen
Alan Dean Foster schrieb eine Romanfassung von Gefährliche Prüfung, die auf Englisch erstmals 1977 erschien. Die deutsche Übersetzung erschien 1993.

## Rezeption
James Whitbrook führte Gefährliche Prüfung 2020 auf gizmodo.com.au als eine der zehn wichtigsten Folgen von Die Enterprise.